# Suja
Suja é um chá proveniente do Butão. É fruto da influência chinesa e tibetana.